# 제마 워드
제마 루이즈 워드(영어: Gemma Louise Ward, 1987년 11월 3일~)는 간단히 제마 워드(영어: Gemma Ward)로 잘 알려진 오스트레일리아의 패션 모델이자 배우이다. 워드는 웨스턴오스트레일리아주 퍼스에서 태어나 성장하였고, 14세의 나이에 처음으로 스카우트되어 15세 때 오스트레일리아 패션 위크에 데뷔했다. 그녀는 이후에 〈보그〉의 미국판 커버를 장식한 가장 어린 모델이 되었으며, 〈틴보그〉와, 〈타임〉의 커버 또한 장식했다. 파리판 〈보그〉는 나중에 그녀를 2000년대의 Top 30 모델 중 하나로 선정했다. 워드는 슈퍼모델로서 국제적으로 유명세를 얻게 되었다.
워드의 첫 번째 주요 연기 출연 작품은 2007년 오스트레일리아의 영화 《검은 풍선》이며, 그녀는 또한 《노크: 낯선 자들의 방문》(2008)와 《캐리비안의 해적: 낯선 조류》(2011)에 출연했다.

## 성장 과정
워드는 1987년 11월 3일, 오스트레일리아 웨스턴오스트레일리아주 퍼스에서 의사 부부인 개리 워드와 클레어 워드 사이에서 네 남매 가운데 차녀로 태어났다. 그녀의 언니인 소피는 모델이 되었으며, 밑의 두 남동생으로는 오스카와 헨리가 있다. 장로교 레이디스 칼리지와 쉔톤 칼리지에서 교육을 받았다. 워드는 어렸을 때부터 연기에 대한 욕심이 있었다고 한다. 연기를 향한 그녀의 열정은 1997년에 생겼는데, 당시 10세였던 그녀는 학교 연극인 《헨젤과 그레텔》에서 마녀 역할을 맡았다.
워드가 모델 일을 하게 된 계기는 아주 우연한 것이었다. 그녀의 나이 14세 때인 2002년에 친구를 따라서 오스트레일리아의 모델 대회인 《서치 포 어 슈퍼모델》에 나갔다가 우연히 눈에 띄었다. 그녀는 잡지 〈틴보그〉와의 인터뷰에서 자기소개를 하였는데, 이를 계기로 스카우트되었다.
저는 제 삼촌 부부의 농장에서 곧바로 왔어요. 그래서 보시다시피 지금 전 진흙투성이의 큰 회색 헛간용 재킷을 입고 있어요. 저를 스카우트하려고 하자 저는 “필요 없어요.”라고 말했어요. 하지만 그 사람들은 (법적으로 부모의 동의가 필수였으므로) 제 어머니의 서명을 위조했고, 결국 저를 카메라 앞에 강제로 세웠어요.

워드는 결국 대회에서 우승하지 못했다. 하지만 그녀의 여리고 독특한 이목구비를 보고 그녀의 잠재력을 알아본 비비안 모델 에이전시 직원은 쇼 릴을 찍었다. 쇼 릴은 곧바로 뉴욕 에이전시인 IMG에서 으뜸가는 모델 스카우터인 데이비드 커닝햄의 책상에 놓여졌다. 사진을 본 데이비드 커닝햄은 “그녀가 얼마나 자신감이 넘치는지 보세요. 제가 보기엔 이 아이가 오래전부터 이 일을 해온 것처럼 보이는데, 실제로는 퍼스의 골목길을 걷고 있는 평범한 15세 소녀라고요. 이 아이는 확실히 수퍼모델감입니다.”라고 말했다.

## 경력

### 모델

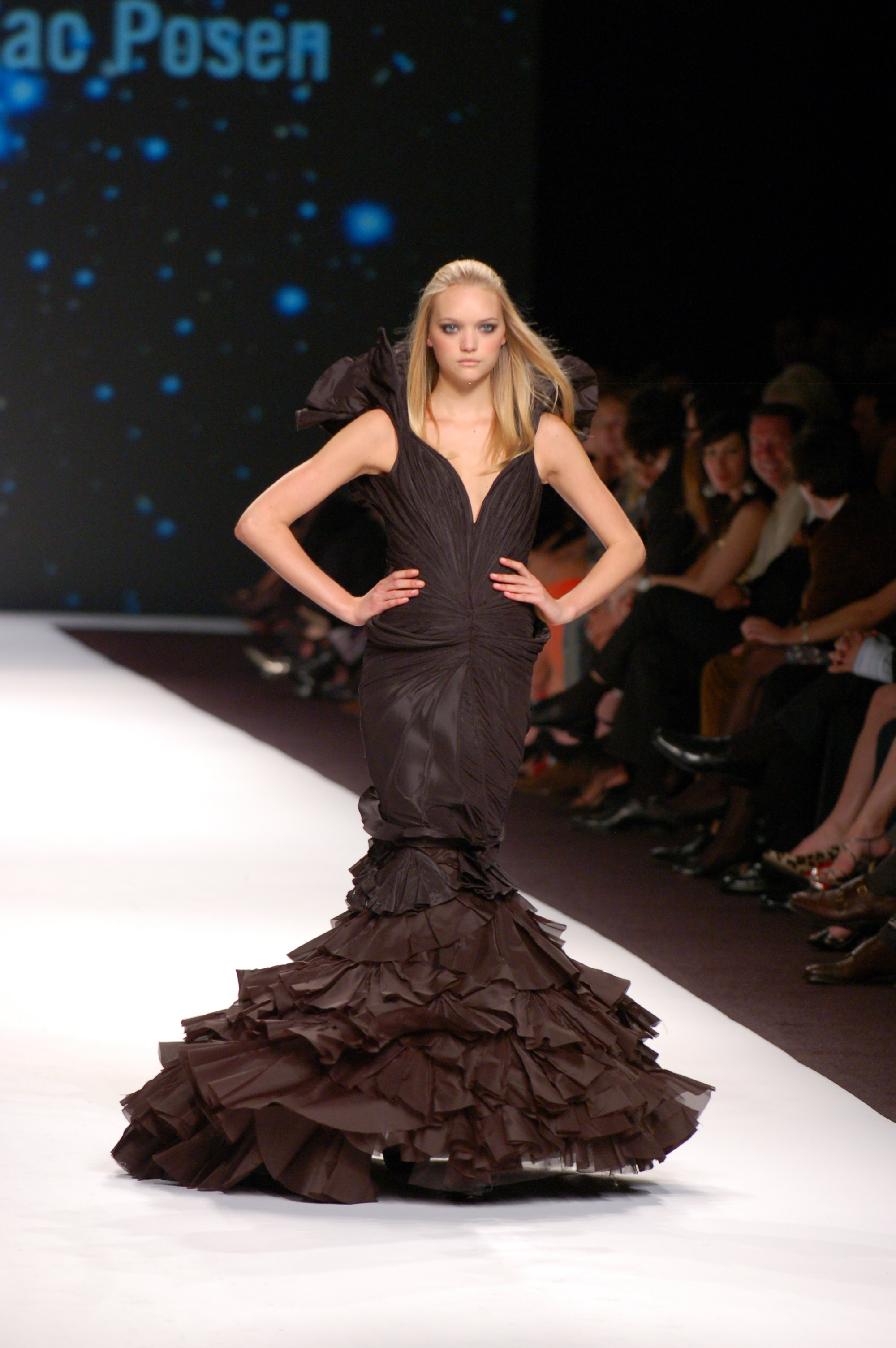
2007년 3월 15일 샌프란시스코 런웨이 무대에서의 제마 워드

2003년 5월 워드는 15세의 나이에 오스트레일리아 패션 주간지를 통해 데뷔하였다. 그해 그녀는 이탈리아에서 프라다의 디자이너 미우치아 프라다와 만났다. 그녀의 아기같은 외모는 블라다 로슬랴코바, 헤더 막스, 릴리 콜, 리사 칸트, 제시카 스탐 등 동시대 신세대 모델들과 더불어 세간에 베이비페이스 붐을 일으켰다. 2004년 9월, 워드는 16세의 나이에 이미 다리아 워보위, 나탈리야 보댜노바, 지젤 번천, 이사벨리 폰타나, 캐롤리나 쿠르코바, 리야 케베데, 하나 스쿠포바, 카렌 엘슨과 더불어 당대 아홉 명의 톱모델 가운데 한 사람으로 등극하였으며, 사진 작가 스티븐 메이젤이 촬영을 맡은 미국판 〈보그〉의 커버에 나온 최연소 모델이 되었다. 2005년 2월 제마 워드는 베라 왕, 오스카 드 라 렌타, 캘빈 클라인을 비롯한 여러 디자이너들을 위해 20번 이상 뉴욕 패션쇼 무대에 섰으며, 쇼당 대략 2만 달러를 번 것으로 전해진다.
17세가 된 워드는 케이트 모스를 제치고 캘빈 클라인의 불면의 밤(Obsession Night) 향수 광고의 간판 얼굴이 되었다. 언론의 보도에 따르면, 캘빈 클라인의 판촉 행사에 참여하는 대가로 1300만 달러를 받았다고 전해지며, 버버리와 발렌티노 SpA와도 유사한 계약을 맺었다고 알려졌다.
2007년 7월, 지난 12개월 동안 워드는 총 3백만 달러의 수익을 얻었으며, 포브스는 최고 연봉을 받는 슈퍼모델 15인 가운데 10위로 워드의 이름을 올렸다.
2008년 8월, 워드가 연기를 위해 모델을 은퇴할 예정이라는 보도가 부상하기 시작했다. 그러나 곧 이러한 보도들은 워드 본인이 직접 해명함으로써 사실무근으로 판명되어 수면 아래로 가라앉았다. “오늘 아침에 일어나서 내가 은퇴할 거라는 뉴스 보도에 무척 놀랐다. 가까인 지인들과 같이 어울려 일에서 벗어나 잠시 휴식을 즐기고 있지만, 난 모델이자 배우로서 아직도 부지런하게 일하고 있다. 난 이제 겨우 스무살밖에 되지 않았는데, 대체 무슨 말을 하고 있는 걸까.”
워드는 2008년 봄 패션쇼 이후로는 무대에서 내려오질 않았다. 그녀의 마지막 모델 출연은 스페인판 〈마리끌레르〉의 2008년 10월호지에 표지 및 내부기사에 나온 것이었다.
그로부터 1년을 조금 넘은 시기인 2009년 11월에 들어서면서 눈에 띌 정도로 몇 차례 런웨이 시즌에 불참하다가 결국 워드의 소속사는 모델업계에서 그녀가 공식적으로 은퇴한다고 발표하였다. 그녀의 체중 증가에 대해 일각에서 비난이 일자 제마 워드의 소속사 대변인은 뉴욕에서 “제마 워드는 아직까지 곧 모델계로 돌아온다는 약속을 하지 않았습니다.”라고 성명을 내놓았으며, 덧붙여 제마 워드가 소속사의 전폭적인 지지를 받고 있다고 말하였다. 워드는 2010년에 모델 활동을 재개할 것임을 알리면서 은퇴 소식을 서둘러 일축하였다.
3년 간 언론의 노출을 피한 워드는 2011년 1월 30일 〈선데이 텔레그레프〉와 단독 인터뷰를 통해 다음과 같이 심정을 밝혔다. 그녀는 매스컴을 피하게 된 것은 연인이었던 히스 레저의 갑작스러운 죽음에 대한 충격 때문이었다고 설명하였다. 그리고 자신의 직종에 대해서는 다음과 같이 말하였다.
모델 일을 피한다는 이야기에 관해서 내가 분명하게 말하고 싶은 것은 나는 내 인생의 많은 요소로부터 벗어나 휴식을 보내고 싶었으며, 더 정확하게 말하자면 대중의 시선으로부터 벗어나고 싶었다. 나는 이러한 기간이 얼마나 오래 걸릴지 모르고, 또한 그런다고 해서 속 시원히 문제가 해결될지도 모르지만, 어쨌든 나는 비로소 진정으로 나의 내면에 관심을 가지기 시작했다.

### 연기
워드는 오래전부터 연기를 하기를 소원했으며, 특히 영화와 드라마 출연은 그녀가 어린 시절부터 갖고 있던 꿈이었다. 그녀는 토니 콜렛과 라이스 웨이크필드와 더불어 오스트레일리아 감독 엘리사 다운의 영화 《검은 풍선》에 출연하였는데, 거기서 자폐증 증상을 가진 한 소년의 여자 친구로 나왔다. 검은 풍선은 2008년 2월 독일에서 열린 제58회 베를린 국제 영화제에서 시사회를 가졌는데, 최우수 장편영화에 수여하는 크리스털 곰상을 받았다. 또한 그녀는 서스펜스 스릴러 영화 《노크: 낯선 자들의 방문》에서 리브 타일러의 상대역으로 마스크를 쓴 세 명의 침입자 가운데 한 사람인 돌페이스로 캐스팅되었다. 2009년 여름에 워드는 뉴욕에 있는 스텔라 애들러 연기학교에서 연기 수업을 받았다.
2011년 여름에 워드는 《캐리비안의 해적: 낯선 조류》에서 사악한 인어인 타마라 역할로 출연하였다.

## 사생활
워드는 배우 히스 레저와 데이트하였다. 그들은 2007년 11월 뉴욕에서 처음 만났으며, 워드는 이후에 "관계를 발전시키고 우리는 서로를 보았다"라고 말했다. 두 사람은 2008년 1월 22일 뉴욕에 돌아 오기 전에 레저가 한 달도 채 안되어 사망한 퍼스의 고향에서 함께 크리스마스를 보냈다.
워드는 그녀의 남자친구인 데이비드 렛츠와 사이에 2013년 12월 초에 출산한 첫 아이인 딸의 부모가 되었다. 워드는 이후, 두 번째 아이인 아들을 2017년 1월에 출산하였다. 2020년 초, 그녀는 인스타그램에 셋째 임신 소식을 알렸고, 동년 6월에 딸을 출산했다.
워드는 오스트레일리아의 동료 모델인 제시카 고메즈, 니콜 트런피오와 절친한 친구로, 트런피오의 결혼식에서 신부 들러리 역할을 하였다.

## 출연 작품

### 영화
| 연도 | 제목                                                                   | 역할          | 참고                  |
| ---- | ---------------------------------------------------------------------- | ------------- | --------------------- |
| 2001 | Pink Pyjamas                                                           | 헤이디        |                       |
| 2008 | 검은 풍선 The Black Balloon                                            | 재키 마스터스 |                       |
| 2008 | 노크: 낯선 자들의 방문 The Strangers                                   | 돌페이스      |                       |
| 2011 | 캐리비안의 해적: 낯선 조류 Pirates of the Caribbean: On Stranger Tides | 인어 타마라   |                       |
| 2013 | 위대한 개츠비 The Great Gatsby                                         | Languid Girl  |                       |
| 2016 | The Caged Pillows                                                      | Nocturne      | 단편 영화             |
| 2017 | Double Dutchess: Seeing Double                                         | 자신          | Segment. "M.I.L.F. $" |

### 뮤직 비디오
| 연도 | 제목         | 가수      | 비고 |
| ---- | ------------ | --------- | ---- |
| 2003 | "Daughters"  | 존 메이어 |      |
| 2016 | "M.I.L.F. $" | 퍼기      |      |

## 수상 및 후보
| 연도 | 시상식                          | 부문              | 작품      | 결과 | 출처 |
| ---- | ------------------------------- | ----------------- | --------- | ---- | ---- |
| 2008 | 오스트레일리아 영화 비평가 협회 | 최우수 여우주연상 | 검은 풍선 | 후보 |      |
| 2008 | 인사이드 필름 어워드            | 최우수 여우주연상 | 검은 풍선 | 후보 |      |